# 요코미쓰 리이치
요코미쓰 리이치(일본어: 横光 利一, 1898년 3월 17일 ~ 1947년 12월 30일)는 일본의 소설가, 문학 비평가이다. 기쿠치 간의 제자로 가와바타 야스나리와 함께 다이쇼 시대와 쇼와 시대의 신감각파(일본어: 新感覚派)로 분류되는 주요 소설가로 활동했다. 소설 《태양》(日輪)과 《파리》(蝿)로 등단했으며, 1931년에 발표한 소설 《기계》는 일본 모더니즘 문학의 정점에 올랐다고 평가받았다. 또 1935년에는 형식주의를 비판한 논문인 《순수소설론》(純粋小説論)을 발표하여 문학 평론 활동을 벌였다. 1937년에는 서양과 동양 문명의 갈등을 표현한 장편 소설 《여수》(旅愁)의 집필을 시작했으나 도중에 집필을 중단하는 등 완성하지 못하고 미완으로 남았다.
제2차 세계 대전 종전 후에는 일본 제국의 패전 직후 당시 사회상에서 느낀 단상을 표현한 《밤의 구두》(夜の靴)를 집필했다.

## 생애
1898년, 후쿠시마 현(福島縣)에서 태어났다. 1917년 ≪문장세계≫에 ＜신마(神馬)＞를 투고한 것을 시작으로, ＜활화산＞, ＜불＞ 등을 발표했는데, 초기 작품에는 사소설적인 소재가 많았다. 이후 ＜파리＞, ＜태양＞, ＜마르크스의 심판＞, ＜옥체＞ 등을 연이어 발표함으로써 신진 작가로서 빛을 발했다. 1928년 이후 ＜눈에 보인 이＞, ＜신감각파와 코뮤니즘 문학＞ 등을 통해 유물론적 문학론에 대한 자신의 주장과 프롤레타리아 문학에 대한 대항 의식을 표면화했다. 그러나 1930년, 심리와 감각의 얽힘이 두드러진 ＜새＞와 ＜기계＞를 발표함으로써 신심리주의 경향을 보이기 시작한다. 1936년 유럽 여행 경험을 토대로 서양 사상과 일본의 고신도(古神道), 그리고 과학과 일본 사상을 다룬 장편 소설 ≪여수(旅愁)≫의 신문 연재를 시작한다. 1945년 야마가타 현(山形縣) 소개지에서 패전을 맞이했는데, 그 충격으로 건강이 악화된 상황에서도 전시하의 답답한 심경을 그린 ≪밤의 구두≫와, ≪우아한 노래≫를 출판한다. ≪여수≫를 미완으로 남긴 채, 1947년 단편 ＜남포등＞을 집필하던 중 위궤양과 복막염으로 숨을 거둔다.